# Piedade de Ponte Nova
Piedade de Ponte Nova est une municipalité brésilienne de l'État du Minas Gerais et la microrégion de Ponte Nova.